# Prionurus
Prionurus is een monotypisch geslacht van doktersvissen uit de orde van baarsachtigen (Perciformes).

## Soorten
- Prionurus biafraensis (Blache & Rossignol, 1961).
- Prionurus chrysurus Randall, 2001.
- Prionurus laticlavius (Valenciennes, 1846).
- Prionurus maculatus (Randall & Struhsaker, 1981).
- Prionurus microlepidotus Lacépède, 1804.
- Prionurus punctatus Gill, 1862.
- Prionurus scalprum Valenciennes, 1835.